# Sheldon Brown (mecánico de bicicletas)

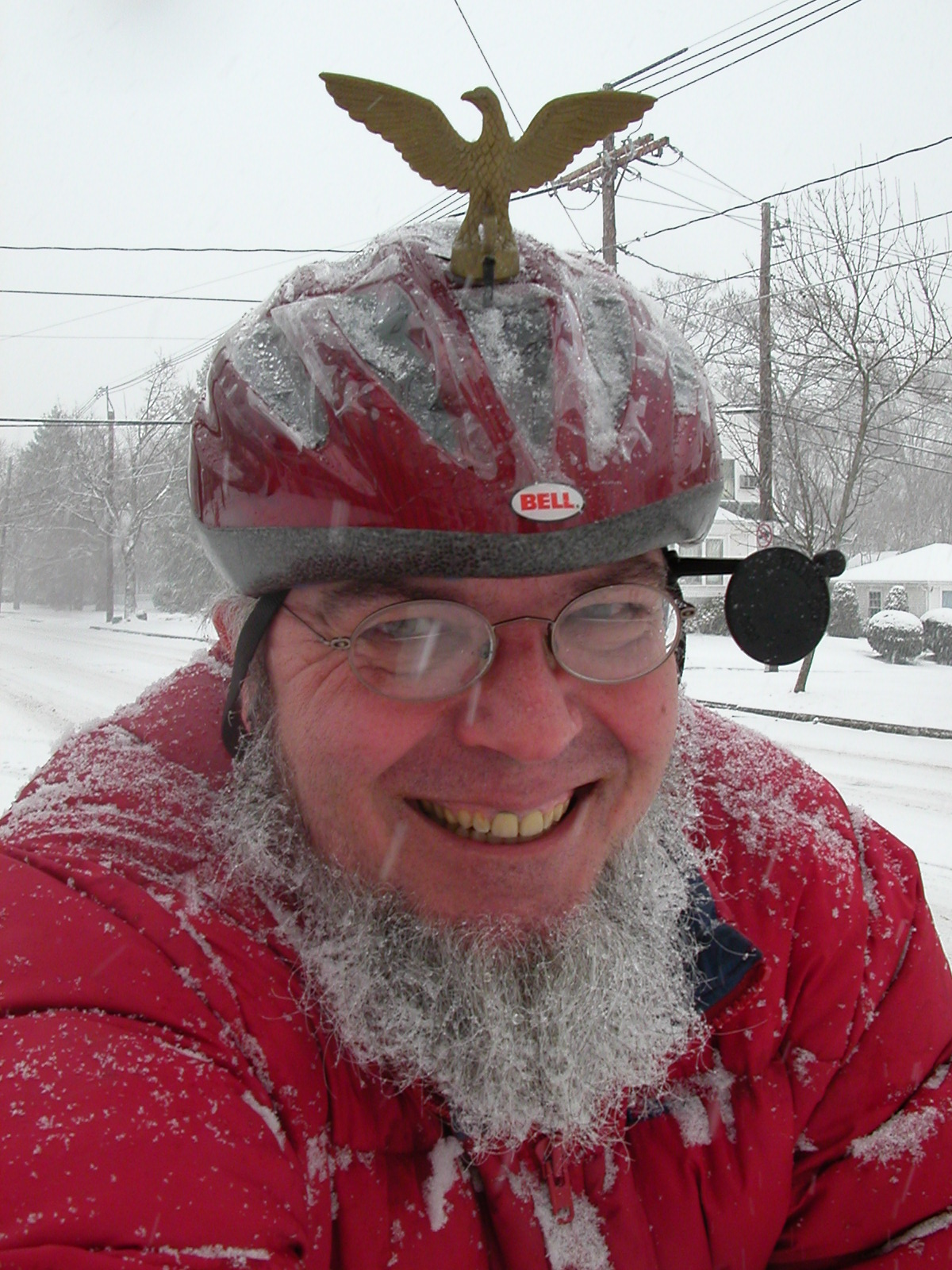
Sheldon Brown en 2007, con su cásco característico con el águila de plástico (Igor) practicando Icebiking.

Sheldon Brown, (Boston, Estados Unidos, 14 de julio de 1944 - Newton, Massachusetts, Estados Unidos, 3 de febrero de 2008), fue un mecánico de bicicletas considerado una autoridad técnica debido a sus diversas publicaciones, sobre todo en la red; tuvo reconocimiento internacional  y The Times de Londres describe su conocimiento de la bicicleta como «enciclopédico».

## Biografía
Brown fue el gerente de repuestos, webmaster y consultor técnico de Harris Cyclery, una tienda de bicicletas en West Newton, Massachusetts, Massachusetts.
Era un entusiasta que mantuvo páginas sobre bicicletas viejas y clásicas y ciclismo, incluyendo Raleigh y bicicletas inglesas,  bujes Sturmey-Archer, tándems y bicicletas de una velocidad y piñón fijo. Por otro lado, también reparaba cámaras y era un aficionado a la fotografía; su sitio muestra también su trabajo fotográfico.
Brown fue uno de los pioneros en publicar en internet. Desde los inicios empleó este medio para publicar sus conocimientos sobre técnica de bicicletas. Empleaba el principio de código abierto, es decir, ponía a disposición gratuita sus conocimientos e incrementaba su sabiduría por el intenso intercambio internacional de conocimientos. Mantenía páginas web para la reparación y técnicas de bicicletas, creó diccionarios de terminología de ciclismo, por ejemplo inglés-español o inglés-francés. Brown era un francófilo y un entusiasta de todas las formas viejas e improbables de bicicletas y de ir en bicicleta, incluso triciclos.
Muchos de los conocimientos acumulados en el área de técnica de bicicletas fueron primeramente compilados y publicados por Brown. Por ejemplo: estableció una tabla de comparación, hasta ahora única, sobre los diferentes sistemas de medidas e identificación para los tamaños de llantas de bicicletas. Las mediciones necesarias fueron realizadas por él. Conjuntamente con Galen Evans y Osman Isvan desarrolló además un sistema para comparar y determinar las velocidades de transmisión. Las sobrevistas y comparación de cambios y sus velocidades de transmisión y su despliegue fueron desarrollados por mediciones propias. Muchos de sus trabajos valen hoy en día como referencia.
Como sus publicaciones despertaban gran interés en el mundo de los ciclistas era considerado como un gurú por mecánicos de ciclismo profesionales y aficionados. El Boston Globe en su ciudad y el periódico británico The Guardian le dedicaron amplias esquelas. Su muerte fue publicada en gran cantidad de medios que tienen que ver con las bicicletas y ante todo en la blogosfera.
Al ser conocida su muerte fueron organizadas muchos eventos en memoria de Brown en forma de Memorial-Rides. Los beneficios obtenidos fueron destinados a organizaciones de beneficencia que combaten la esclerosis múltiple, enfermedad que padeció Brown.